# Nagano

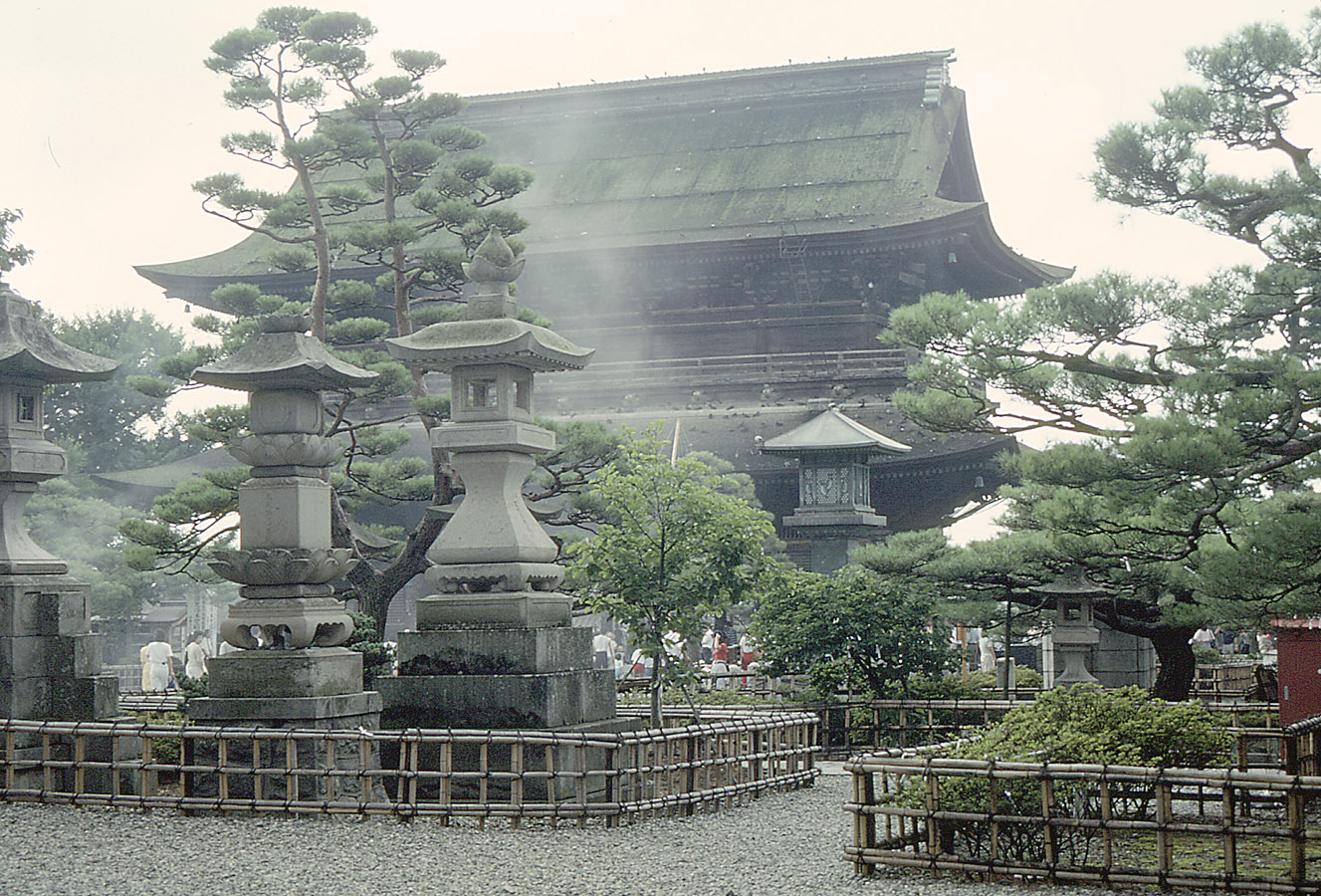
Zenkō-ji, ett känt buddhistiskt tempel i Nagano.

Nagano (japanska: 長野市?, Nagano-shi) är en stad i Japan och är administrativ huvudort för Nagano prefektur. Folkmängden uppgår till cirka 380 000 invånare. Nagano fick stadsrättigheter 1 april 1897  och har sedan 1999
status som kärnstad (japanska: 中核市?, Chūkakushi) enligt lagen om lokalt självstyre.

## Sport
De olympiska vinterspelen 1998 anordnades i Nagano.

## Kommunikationer
Inför vinter-OS 1998 färdigställdes Hokuriku Shinkansen (då kallad Nagano Shinkansen) till Nagano 1997 som direktanslutning med höghastighetståg till Tokyo. Den förlängdes 2015 till Toyama och Kanazawa.
Det långsiktiga målet är att få Shinkansen ansluten direkt till Shin-Osaka längs Honshus norra kust.
JR Tokai har infört expresståg med lutande karosser på sin Chou-linje till Nagoya.
Förutom JR:s olika linjer finns även ett antal regionala järnvägsbolag.

## Vänorter
Nagano har två vänorter:
- Clearwater, Florida, USA (14 mars 1959)
- Shijiazhuang, Hebei, Kina (19 april 1981)